# .na
.na là tên miền quốc gia cấp cao nhất (ccTLD) của Namibia. Hiện đang trong tiến trình chia tách cơ quan đăng ký/nhà đăng ký giống như các tên miền khác, nhưng đến đầu năm 2006 chỉ có một nhà đăng ký được ủy quyền.
Việc đăng ký có cả ở cấp hai hoặc ở cấp 3 dưới một số tên cấp 2 gồm có cả một số lựa chọn dư thừa (như cả .co.na và .com.na dành cho cơ quan thương mại). Giá cả khác nhau tùy theo cấp đăng ký, tên cấp 2 nằm dưới tên cấp 3, và việc đăng ký là ở trong nước hay nước ngoài.